# Jacobus Landwehr
Koos Landwehr (3 de agosto de 1911-20 de octubre de 1996) fue un ilustrador botánico, y horticultor neerlandés.
Estaba casado con Elly Estoppey. En 1975, después de su retiro, se fue a vivir a Francia. Sobre la base de sus méritos, recibió un doctorado honorario de la Universidad de Ámsterdam el 8 de enero de 1985; su promotor fue Adrianus D.J. Meeuse.

## Algunas publicaciones

### Libros
- 1977. Wilde orchideeën in Europa (Orquídeas silvestres en Europa).
- jacobus Landwehr, cees Sipkes. Wildeplantentuinen (Plantas silvestres de jardín)

## Honores
El 8 de enero de 1985 recibió un doctorado honorario de la Universidad de Ámsterdam.
- La abreviatura «Landwehr» se emplea para indicar a Jacobus Landwehr como autoridad en la descripción y clasificación científica de los vegetales.[1]